# Joan Burdeus Soler
Joan Burdeus Soler   (Barcelona, 1989) és un redactor, guionista i periodista català especialitzat en televisió, cinema, cultura contemporània i filosofia. Graduat en Filosofia per la Universitat de Barcelona i en Comunicació Audiovisual per la Universitat Ramon Llull, treballa com a crític cultural per a diversos mitjans.
Des de 2016, Burdeus desenvolupa el gruix de la seva feina al digital cultural Núvol, on exerceix de cap d'opinió i de cap de la secció "Pantalles", on publica setmanalment articles sobre televisió, cine, cultura digital i pensament contemporani. Ha estat redactor en cap de la sèrie documental de Betevé Lògic: arxiu cultural. Dins del món de l'audiovisual de ficció, ha participat com a guionista i director en diversos projectes, com el curtmetratge Trobar-te (2018), seleccionat en diversos festivals, o la websèrie Welcome to Berlin, finalista del Festival Zoom Igualada 2017.